# Mutsu (thiết giáp hạm Nhật)
Mutsu (thiết giáp hạm nhật)
Mutsu (tiếng Nhật: 陸奥), được đặt tên theo tỉnh Mutsu, là chiếc thiết giáp hạm thứ hai thuộc lớp Nagato của Hải quân Đế quốc Nhật Bản. Được đưa vào hoạt động năm 1921, nó bị chìm sau một vụ nổ vào ngày 8 tháng 6 năm 1943.

## Thiết kế và chế tạo
Mutsu được đặt lườn tại Xưởng hải quân Yokosuka vào ngày 1 tháng 6 năm 1918, được hạ thủy vào ngày 31 tháng 5 năm 1920, và hoàn tất vào ngày 24 tháng 10 năm 1921.

## Lịch sử hoạt động

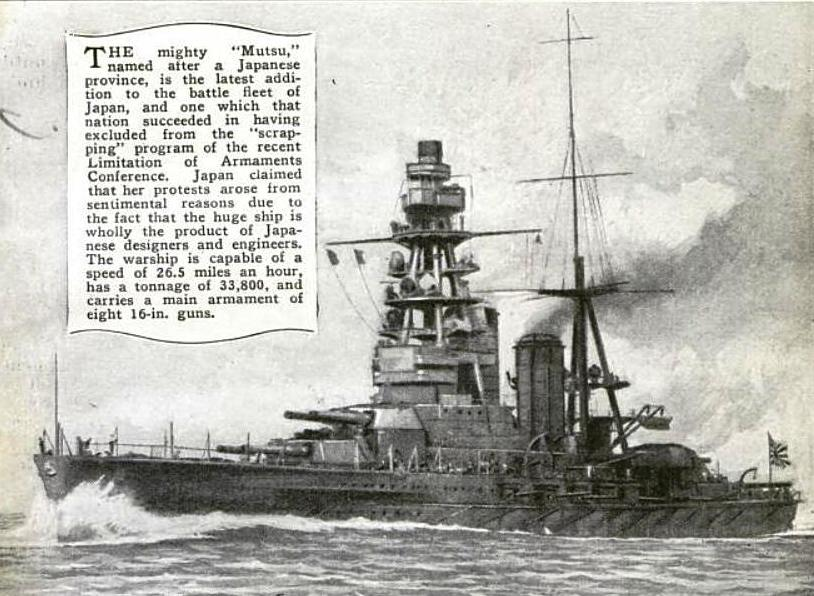
Thiết giáp hạm Mutsu không lâu sau khi được đưa vào hoạt động.

Mutsu đã cùng các thiết giáp hạm Yamato và Nagato, tàu sân bay Hosho, tàu tuần dương Sendai, chín tàu khu trục và bốn tàu phụ trợ hình thành nên lực lượng đổ bộ của Đô đốc Yamamoto Isoroku trong trận Midway vào tháng 6 năm 1942.
Mutsu chịu đựng một vụ nổ bi thảm tại hầm đạn số 3 ở khoảng cách 3 km phía Bắc đảo Oshima vào ngày 8 tháng 6 năm 1943. Cho dù nguyên nhân trực tiếp của vụ nổ này không bao giờ có thể chứng minh được, chính phủ Nhật Bản cho rằng đó là do "sự can thiệp của con người". Vụ nổ mạnh đến mức ngay lập tức làm vỡ đôi ngay phần đuôi tàu phía trước tháp súng số 3, gây ngập nặng các buồng đốt và phòng máy chính. Phần phía trước dài 163 m (535 ft) bị lật úp sang mạn phải và chìm gần như ngay lập tức với thiệt hại nhân mạng lên đến 1.100 sĩ quan và thủy thủ, kể cả 140 giáo viên và học viên của một nhóm huấn luyện hàng không đang ở trên tàu trong một đợt tham quan thực tập. Phần đuôi bị chổng lên và tiếp tục trôi trong gần 12 giờ trước khi bị chìm cách vị trí đắm trước hàng trăm mét về phía Nam. Chỉ có 350 người sống sót được cứu vớt.
Hạm đội Nhật nhanh chóng được huy động để rà soát vùng vịnh nhỏ bé này nhằm phát hiện tàu nổi hay tàu ngầm đối phương, nhưng đều không tìm thấy. Sau khi thực hiện chiến dịch giải cứu, và mọi nỗ lực trục vớt chiếc Mutsu đều tỏ ra vô vọng, số nhiên liệu dầu đốt quý báu được bơm ra khỏi con tàu, và các quả đạn cũng được vớt. Mutsu nghỉ yên dưới lòng biển trong hơn 25 năm.
Giữa những năm 1970 và 1978, xác tàu đắm này là mục tiêu của nhiều cuộc khảo sát và trục vớt. Một phần lớn của thân tàu được vớt lên, cùng với mỏ neo, chân vịt, bánh lái, các khẩu pháo chính, trọn phần đuôi tàu và trọn tháp súng số 4. Nhiều hiện vật được trưng bày tại Bảo tàng Lưu niệm Mutsu ở Tôwa Chô. Tháp súng số 4 nguyên vẹn được trưng bày tại Học viện Hải quân trước đây ở Etajima, trong khi một khẩu pháo hạng hai 140 mm được trưng bày tại Bảo tàng Yasukuni ở Tokyo. Một khẩu pháo 406 mm (16 inch) được trưng bày tại Bảo tàng Khoa học hàng hải, Shinagawa, Tokyo.
Hiện tại, phần còn lại của thân chiếc Mutsu nằm lật úp với mạn phải hướng lên trên một góc 45o ở độ sâu 41 m (134 ft) dưới mặt nước, và điểm nông nhất là ở độ sâu 16,7 m (55 ft).

## Danh sách thuyền trưởng
- Shizen Komaki (sĩ quan trang bị trưởng): 1 tháng 5 năm 1920 - 24 tháng 10 năm 1921
- Shizen Komaki: 24 tháng 10 năm 1921 - 18 tháng 11 năm 1921
- Seiichi Kurose: 18 tháng 11 năm 1921 - 1 tháng 12 năm 1922
- Heigo Teraoka: 1 tháng 12 năm 1922 - 1 tháng 12 năm 1923
- Kanjiro Hara: 1 tháng 12 năm 1923 - 10 tháng 11 năm 1924
- Mitsumasa Yonai: 10 tháng 11 năm 1924 - 1 tháng 12 năm 1925
- Tanin Ikeda: 1 tháng 12 năm 1925 - 1 tháng 12 năm 1926
- Yurikazu Edahara: 1 tháng 12 năm 1926 - 1 tháng 12 năm 1927
- Teikichi Hori: 1 tháng 12 năm 1927 - 10 tháng 12 năm 1928
- Zengo Yoshida: 10 tháng 12 năm 1928 - 30 tháng 11 năm 1929
- Kiyoshi Anno: 30 tháng 11 năm 1929 - 1 tháng 12 năm 1930
- Isao Monai: 1 tháng 12 năm 1930 - 1 tháng 12 năm 1931
- Shigeru Kikuno: 1 tháng 12 năm 1931 - 10 tháng 5 năm 1932
- Senzo Wada: 10 tháng 5 năm 1932 - 1 tháng 11 năm 1932
- Takashi Ando: 1 tháng 11 năm 1932 - 15 tháng 11 năm 1933
- Soichi Kasuya: 15 tháng 11 năm 1933 - 15 tháng 11 năm 1934
- Boshiro Hosogaya: 15 tháng 11 năm 1934 - 15 tháng 11 năm 1935
- Atsushi Kasuga: 15 tháng 11 năm 1935 - 2 tháng 12 năm 1935
- Hidesaburo Kori: 2 tháng 12 năm 1935 - 16 tháng 11 năm 1936
- Eiji Goto: 16 tháng 11 năm 1936 - 1 tháng 12 năm 1937
- Takeo Takagi: 1 tháng 12 năm 1937 - 15 tháng 11 năm 1938
- Aritomo Gotō: 15 tháng 11 năm 1938 - 1 tháng 11 năm 1939
- Zenshiro Hoshina: 1 tháng 11 năm 1939 - 1 tháng 11 năm 1940
- Kengo Kobayashi: 1 tháng 11 năm 1940 - 11 tháng 8 năm 1941
- Gunji Kogure: 11 tháng 8 năm 1941 - 20 tháng 6 năm 1942 (được phong lên Chuẩn Đô đốc ngày 1 tháng 5 năm 1942.)
- Teijiro Yamazumi: 20 tháng 6 năm 1942 - 10 tháng 3 năm 1943
- Teruhiko Miyoshi: 10 tháng 3 năm 1943 - 8 tháng 6 năm 1943 (tử trận, được truy phong lên Chuẩn Đô đốc ngày 8 tháng 6 năm 1943.)